# 阿拉伯麝鼩
阿拉伯麝鼩（Crocidura arabica）是一種小型哺乳動物，屬於鼩鼱科麝鼩屬，棲息於阿曼、葉門一帶。